# Window Buttress
Window Buttress (von englisch window ‚Fenster‘ und englisch buttress ‚Stütze, Pfeiler‘) ist ein rund 800 m hohes Kliff im Süden der Adelaide-Insel vor der Westküste der Antarktischen Halbinsel. Es ragt nahe dem südöstlichen Ende des Fuchs-Piedmont-Gletschers und 5 km westnordwestlich des Gipfels des Mount Ditte auf.
Das UK Antarctic Place-Names Committee benannte es 1982 so, weil der obere Teil des Kliffs aus südwestlicher Blickrichtung an ein Fenster erinnert.